# Der Frühlingssturm
Der Frühlingssturm gilt als die erste Schülerzeitung Deutschlands, erschienen 1893 am Katharineum zu Lübeck, mit herausgegeben von Thomas Mann.

## Geschichte
Im Mai 1893 wurde die erste Ausgabe des Frühlingssturms herausgegeben, unter anderem von dem 17-jährigen Schüler Thomas Mann, der unter seinen beiden Vornamen Paul Thomas schrieb. Im Juni erschien vor den Sommerferien als Doppelausgabe Juni/Juli die zweite und gleichzeitig letzte Ausgabe. Weitere Autoren waren die Schüler Otto Grautoff und Korfiz Holm.

## Inhalt
Das Format ist nicht mit heutigen Schülerzeitungen vergleichbar; Vorbild waren eher die bürgerlichen Literaturzeitschriften des 19. Jahrhunderts. Der Untertitel der Zeitschrift lautete anspruchsvoll „Monatsschrift für Kunst und Literatur“. Im Vorwort zur ersten Ausgabe schrieb Mann: „Ja, wie der Frühlingssturm in die verstaubte Natur, so wollen wir hineinfahren mit Worten und Gedanken in die Fülle von Gehirnverstaubtheit und Ignoranz und bornierten, aufgeblasenen Philistertums, die sich uns entgegenstellt.“. Im heute bis auf Bruchstücke verlorenen ersten Heft stand Thomas Manns erste Literaturkritik, ein Beitrag über Henrik Ibsens im Vorjahr uraufgeführten Baumeister Solness. Mann positionierte sich damit im „politisch wie literarisch verminten Feld“ der Ibsen-Begeisterung der frühen 1890er Jahre, deren Zentrum in Lübeck der Ibsen-Club intellektueller Jugendlicher wie Franziska zu Reventlow war.
Das zweite Heft im Oktavformat umfasste 16 Seiten. Etwa die Hälfte der Texte darin stammt von Thomas Mann, darunter das Essay Heinrich Heine, der „Gute“, die Prosaskizze Vision, eine Theaterkritik und Gedichte.

## Erhaltene Exemplare
Von der ersten Ausgabe sind nur Bruchstücke erhalten. Von der zweiten Ausgabe befindet sich ein Heft im Thomas-Mann-Archiv Zürich, das von Ida Herz gerettet wurde. Es war lange nicht bekannt, ob weitere Exemplare erhalten sind. 2022 bot das Auktionshaus Christian Hesse in Hamburg ein weiteres Exemplar an, das aus dem Nachlass von Tomas Otto (1931–2022), dem Inhaber der Rathausbuchhandlung im Lübecker Rathaushof, stammte. Das Buddenbrookhaus in Lübeck ersteigerte das Exemplar für 15.480 Euro. Gedruckt wurden die Hefte bei Max Schmidt in Lübeck, einem Vorläufer des Verlags Schmidt-Römhild.